# 제56회 미국 감독 조합상
제56회 미국 감독 조합상은 2003년 뛰어난 활동을 보인 영화 감독을 기리기 위해 2004년 2월에 열린 시상식이다. 뉴욕, Century Plaza Hotel에서 개최되었으며 사회자는 칼 라이너이다.

## 수상 및 후보

### 감독상(영화부문)
- 반지의 제왕 3 - 왕의 귀환 - 피터 잭슨 수상

### 감독상(TV영화부문)
- 엔젤스 인 아메리카 - 마이크 니콜스 수상

### 감독상(다큐멘터리부문)
- NATHANIEL KAHN 수상

### 감독상(광고부문)
- 데이빗 핀처 수상

### 공로상
- 마이크 니콜스 수상

### 명예상
- 래리 오어바치 수상

### 로버트 B. 알드리치 상
- 제레미 케이건 수상

### 프랑크 카프라 상
- STEPHEN GLANZROCK 수상

### 프랭크린 J. 샤프너 상
- PEERY FORBIS 수상